# Суксес (Арканзас)
Суксес (енгл. Success) град је у америчкој савезној држави Арканзас.

## Демографија
По попису из 2010. године број становника је 149, што је 31 (-17,2%) становника мање него 2000. године.
| Група             | 2000.       | 2010.       |
| Белци             | 175 (97,2%) | 145 (97,3%) |
| Афроамериканци    | 0 (0,0%)    | 0 (0,0%)    |
| Азијати           | 0 (0,0%)    | 0 (0,0%)    |
| Хиспаноамериканци | 2 (1,1%)    | 0 (0,0%)    |
| Укупно            | 180         | 149         |